# Frankie, ti presento Jack
Frankie, ti presento Jack (Frankie Meets Jack) è un film del 2023 diretto da Andrew Lawrence.
Il film è dedicato alla memoria di Anne Heche, morta prima dell'uscita del film.

## Trama
Dopo averle provate tutte per trovare un uomo, la giovane Frankie ha rinunciato all'amore e ha deciso di adottare un cagnolino, Tucker. 
Sembra che abbia veramente trovato felicità con Tucker quando un giorno, mentre lo porta a passeggio, si imbatte in Jack e nel suo cane Dakota. Jack salva Tucker quando il cane sta per finire sotto le ruote di un furgone. 
Tra la giovane donna e l'uomo scatta subito la scintilla, ma: Jack sta per sposarsi. Frankie non si arrende e chiama in soccorso i suoi amici a quattro zampe, Tucker e Dakota, per aiutarla a conquistare il suo principe azzurro.

## Produzione
Il film è stato prodotto in Braintree, in Massachusetts dal 27 giugno al 13 luglio 2022. Il film è stato girato a Los Angeles e in altre città della California.

## Distribuzione
Il film è stato distribuito in streaming negli Stati Uniti su Tubi il 3 febbraio 2023. In Italia, invece, è stato trasmesso il 9 aprile 2024 in televisione su TV8.